# Comastoma tenellum
Comastoma tenellum — вид трав'янистих рослин родини тирличеві (Gentianaceae), поширений у Північній Америці та Євразії. Етимологія: лат. tenellum — «ніжний».

## Опис
Одно- або дворічні трав'янисті рослини 5–12 см заввишки з єдиним коренем і прямостійним стеблом, часто розгалуженим у нижній його частині з кількома висхідними гілками коротшими або рівними центральному стеблу. Уся рослина гола. Прикореневих листків кілька, коротко черешкові, листові пластинки від лопатчатих до довгасто-лопатчатих, 5–8 × 2–3 мм, включаючи черешок, верхівки округлі. Стеблові листки сидячі, від довгастих до довгасто-яйцеподібних, 4–11 × 2–4 мм, цільні, зелені, верхівки гострі з сітчастими жилками. Квіти поодинокі в кінці основного стовбура і гілок. Квітконіжки до 8 см. Квіти радіально-симетричні, віночок із 4 пелюсток, 7–11 × 3 мм, блідо-блакитних або блідо-фіалкових; тичинок 4. Плоди — яйцеподібні капсули 3.8–4.0 × 2.2–2.5 з двома клапанами, з численним, дуже дрібним гладким насінням.

## Поширення
Північна Америка (Гренландія, США, Канада), Європа (Австрія, Ліхтенштейн, Австрія, Фінляндія, Франція, Швейцарія, Іспанія, Ісландія, Італія, Норвегія (вкл. Шпіцберген), Польща, Росія, Румунія, Словаччина, Словенія, Швеція, Україна); Азія (Монголія, Китай, Росія); Марокко. Населяє південні трав'яні схили; росте на дрібнозернистих субстратах з основною реакцією ґрунту (рН).